# Schizachyrium lopollense
Schizachyrium lopollense är en gräsart som först beskrevs av Alfred Barton Rendle, och fick sitt nu gällande namn av Fatima Sales. Schizachyrium lopollense ingår i släktet Schizachyrium och familjen gräs. Inga underarter finns listade i Catalogue of Life.